# ضريبة أبحاث الانبعاثات الزراعية
كانت ضريبة أبحاث الانبعاثات الزراعية (بالإنجليزية: Agricultural emissions research levy)‏ اقتراحًا ضريبيًا مثيرًا للجدل في نيوزيلندا. ٱقترح لأول مرة في عام 2003 وكان سيجمع ما يقدر بنحو 8.4 مليون دولار سنويًا من مربي الماشية (من بين 50-125 مليون دولار سنويًا كتكاليف للشعب بسبب انبعاثات حيوانات المزرعة من الغازات الدفيئة مثل الميثان) والتي كان من الممكن أن تستخدم في تمويل الأبحاث حول انبعاثات الغازات الدفيئة في صناعة الثروة الحيوانية لتعزيز امتثال الدولة لاتفاقية كيوتو.

## تاريخ
حدد تقرير أعد لوزارة الزراعة ومصايد الأسماك (تقرير أو'هارا) في مايو 2003 أنه على الرغم من تقديم بعض التمويل للانبعاثات الزراعية من قبل «مؤسسة البحث والعلوم والتكنولوجيا النيوزيلندية» و«وزارة الصناعات الأولية النيوزيلندية» فإن «مستوى الاستثمار في أبحاث التخفيف من قبل المصادر العامة والخاصة قد انخفض». قدر التقرير أنه ستكون هناك حاجة لما لا يقل عن 4.5 مليون دولار (وعلى النحو الأمثل 8.4 مليون دولار) كتمويل إضافي لتمويل برنامج البحث الموصى به.
عارض الضريبة نواب حزب «آكت نيوزيلندا» (بالإنجليزية: ACT New Zealand)‏ ونواب الحزب الوطني في نيوزيلندا في عام 2003. لكنهم اقترحوا في النهاية حلاً بديلاً كما هو موضح أدناه. قاد النائب البرلماني عن الحزب الوطني في نيوزيلندا شاين أرديرن جرارًا صاعدًا على درجات السلم في البرلمان النيوزيلندي كجزء من الاحتجاج على الضريبة.
وافق اتحاد صناعة الثروة الحيوانية في عام 2004 على دفع جزء من هذا البحث (ليس فقط عن طريق الضرائب) واحتفظت الحكومة بالحق في إعادة النظر في الضريبة إذا انسحبت الحكومة أو اتحاد الصناعة من الاتفاقية.
تمثل حيوانات المزرعة ما يقرب من 50% من انبعاثات الغازات الدفيئة وفقًا لتقديرين رسميين، وقد تجبر معاهدة كيوتو نيوزيلندا على دفع غرامات إذا لم يتم خفض مستويات انبعاثات الغازات. تظهر الأبحاث أن المنتجات الحيوانية في العالم تساهم بشكل كبير في انبعاثات الغازات العالمية (تُصِّدِر نيوزيلندا درجة كبيرة من منتجات الألبان واللحوم كما هو مذكور في اقتصاد نيوزيلندا.)
وافق مزارعو الثروة الحيوانية في نيوزيلندا في عام 2004 على المساهمة في البحث العلمي ذي الصلة ، وتمويل جزء غير محدد من تكاليف اتحاد أبحاث الغازات الدفيئة الرعوية عندما كان تحالف حزب العمال النيوزيلندي لا يزال يقود البرلمان والحكومة.
أعلنت الحكومة التي يقودها الحزب الوطني في نيوزيلندا في سبتمبر 2009 أنه سيتم بذل دفعة لتشكيل تحالف عالمي للتحقيق في طرق الحد من انبعاثات الغازات الدفيئة بسبب الزراعة. تم تعيين سيمون أبتون النائب البرلماني السابق عن الحزب الوطني ووزير البيئة كمبعوث خاص للاتصال مع الدول الأخرى بشأن هذه القضية.

## الجدل
وُصِفت الضريبة من قبل مربي الماشية وغيرهم من النقاد بأنها «ضريبة انتفاخ البطن» أو بأنها «ضريبة ضرطة» (على الرغم من أن هذه الأسماء المستعارة مضللة نظرًا لأن معظم إنتاج الميثان في الحيوان المجتر هو نتاج تجشؤ الميثان الذي تنتجه البكتيريا في المعدة الأولى (الكرش) بدلاً من انتفاخ البطن) وزعم رئيس «المزارعين الفدراليين» أن الحكومة كانت تحاول جعل صناعة الثروة الحيوانية تدفع ثمن «سخاء» الآخرين.
يؤكد في المقابل من يؤيدون مثل هذه الضرائب أن النتيجة هي أنه إذا استهلك المرء كمية أكبر من المنتجات التي تزيد من تكاليف الرعاية الصحية (في نظام يتقاسم فيه المواطنون التكاليف الطبية مع بعضهم البعض) - أو أولئك الذين تضر عاداتهم بالبيئة، أو إذا تتطلب حيوانات الفرد المضادات الحيوية باستمرار لتحسين الظروف المعرضة للأمراض والمضادات الحيوية التي تولد حشرات خارقة قد تهاجم البشر أيضًا - فعندها يكون المرء قد دفع ثمن سخائهم وللتكاليف التي تسببها عاداتهم ويتحملها المجتمع التي تسببها عاداتهم (وتجادل المعارضة بأن يجب على المرء أن يدفع أكثر بما يتناسب مع ذلك كما يفعل أو يستهلك أكثر مما يؤذي الآخرين في مجتمعه).